# 朝倉染布
朝倉染布株式会社（あさくらせんぷ、英語: Asakura Senpu Co., Ltd.）は、群馬県桐生市に本社を置く染色整理加工会社である。

## 概要
ナイロン・ポリエステル・ポリウレタンなど合成繊維の染色整理加工を手掛ける。桐生産地の染色整理業の最大手で、桐生市の有力企業の一つに数えられる。本社工場敷地は昭和通り（群馬県道・栃木県道67号桐生岩舟線）と中通りに面している。
主力事業は水着などのスポーツウェアに用いられるストレッチ繊維の撥水・吸水速乾加工である。国内のレジャー用水着の需要が落ち込んでいるため、需要の増加が見込める医療・介護分野に参入し、心電図測定用の電極布を大日本住友製薬と共同で開発した。
6代目社長の朝倉剛太郎は、群馬県立桐生高等学校を経て慶應義塾大学経済学部を卒業した。

### 超撥水風呂敷『ながれ』
超撥水加工を施した風呂敷『ながれ』は、生地の繊維一本一本をフッ素で覆う技術を用いている。端を結んで袋状にすれば水も運べ、水を汲んだ後に一定の圧力をかけるとシャワーのように水が出るなど、強力な撥水性とともに通気性を保持するのが特徴である。

## 沿革
- 1892年（明治25年）7月6日 朝倉織物整理工場として創業。
- 1918年（大正7年）11月
  - 朝倉織物整理工場を朝倉織物整理合名会社に改組。
  - 染布工業株式会社を新設。
- 1943年（昭和18年）11月
  - 朝倉織物整理合名会社と染布工業株式会社が合併し朝倉精工合名会社となる。
- 1948年（昭和23年）6月8日
  - 朝倉精工合名会社が朝倉染布株式会社に改称・改組。
- 1973年（昭和48年） 株式会社アステックス設立。
- 1991年（平成3年）株式会社アステックス解散。
- 2006年（平成18年）1月 ネットショップ「日本流～ニッポンナガレ～」開設。